# Burri SC Khartum
El Burri SC Khartum (àrab: نادي بري الرياضي, Nādī Burrī ar-Riyāḍī, ‘Club Esportiu d'al-Burrí’) és un club sudanès de futbol de la ciutat de Khartum.
La idea de crear el club data del 1917 però no fou fins al 7 de novembre de 1935 que el club fou fundat oficialment. L'any 1969 participà en la Copa d'Àfrica de clubs, com a campió nacional.

## Palmarès
- Lliga sudanesa de futbol[5]
  - 1969

- Lliga de Khartum de futbol
  - 1999